# سفر حجي

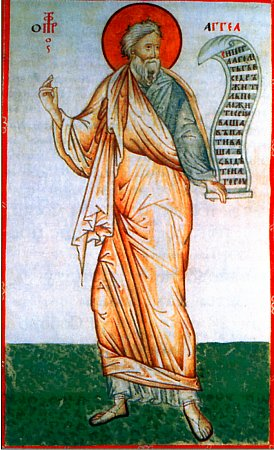

سفر حجّاي أو نبوءة حجّاي هو سفر من أسفار العهد القديم من الكتاب المقدّس، يُنسب وضعه إلى النبي اليهودي حجّاي.